# 郵政航空貨運
郵政航空貨運（英語：Poste Air Cargo）, 在2019年9月30日前為米斯特拉爾航空（Mistral Air），是一家總部位於意大利羅馬的貨運航空公司，是意大利郵政的全資子公司，基地機場為布雷西亞機場和羅馬-菲烏米奇諾機場。航空公司曾營運載客業務，在2018年中轉型專注貨運業務。

## 歷史

米斯特拉爾航空商標

米斯特拉爾航空在1981年由演員和前游泳員布德·斯藩塞創辦，於1984年開始營運。航空公司為TNT N.V.全資擁有，直到2002年3月把75%股份賣給意大利郵政。航空公司曾替梵蒂冈的聖座提供包機服務，使朝圣者提供飛往聖地如盧爾德、花地瑪、聖地亞哥-德孔波斯特拉、梅久戈列等地航班。首個包機航班是2007年8月27日由羅馬飛往盧爾德，機上貴賓為卡米洛·鲁伊尼。
2018年5月，意大利郵政宣佈米斯特拉爾航空將會結束所有客運和非定期客運業務，只集中經營貨運。航空公司已經多年虧損，並最近失去了國內公共服務義務合約。

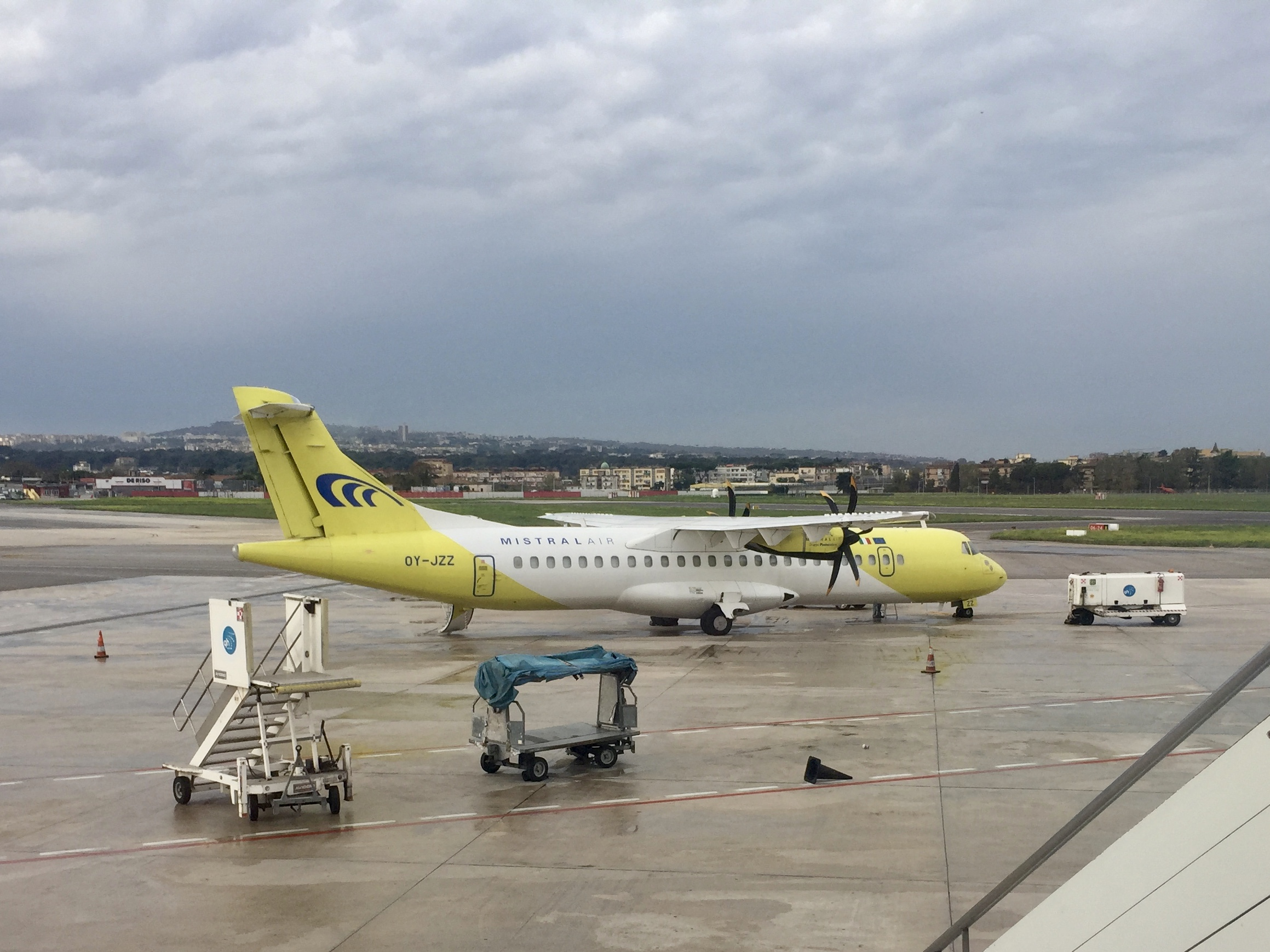
米斯特拉爾航空塗裝的ATR 72-500

2019年10月1日，航空公司更名為郵政航空貨運。

## 機隊

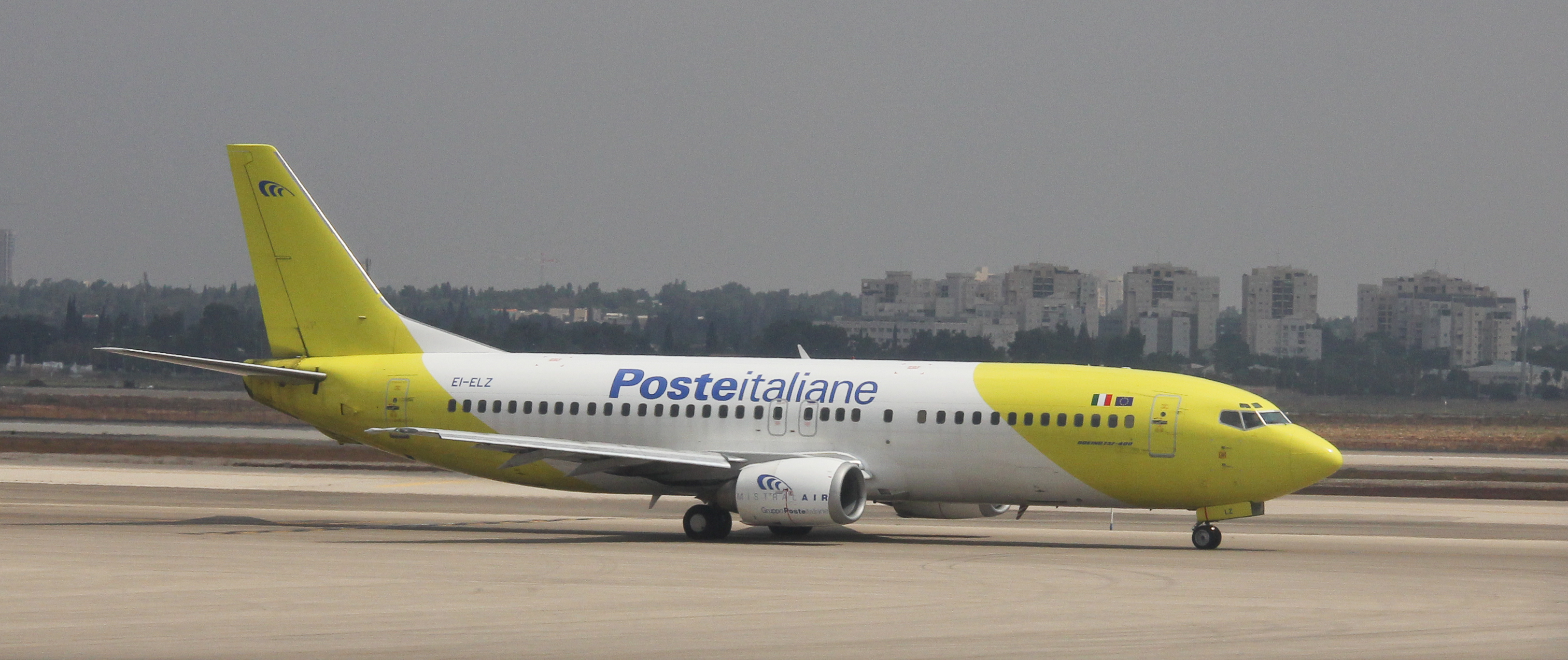
郵政航空貨運的波音737-400F

截至2023年5月，郵政航空貨運機隊如下：
| 機型         | 服役中 | 訂購中 | 備註 |
| ------------ | ------ | ------ | ---- |
| ATR 72-500   | 1      | —      |      |
| 波音737-400F | 5      | —      |      |
| 總計         | 6      | —      |      |

## 外部連結
- 官方網站 （页面存档备份，存于）